# Rafael Pabón
Rafael Pabón Cuevas (Irupana, La Paz, Bolivia; 23 de julio de 1903 - Chaco Boreal, Paraguay; 12 de agosto de 1934) fue un militar y piloto boliviano, considerado uno de los más grandes ases militares de la aviación boliviana, durante la Guerra del Chaco (1932 - 1935).

## Biografía
Rafael Pabón nació en la localidad de Irupana, en el departamento de La Paz, el  23 de julio de 1903. Hijo de Carmen Cuevas y Luciano Pabón. Muy joven se trasladó a la ciudad de La Paz donde cursó la primaria y la secundaria en el Instituto Americano de esa ciudad.
Una vez egresado del bachillerato, en el año 1920 se incorpora al Ejército Norteamericano, siendo destinado a la Escuela de Mecánicos de Aviación de Kelly Field (Texas). Se gradúa como piloto aviador en la American School of Aviation de Chicago en septiembre de 1921.
Posteriormente prosigue sus estudios de aviación en la Mitchel Air Force Base de Garden City (New York) y en 1923 se retira del Ejército Americano con el grado de Oficial de Reserva.
En 1924, hace un vuelo sin escalas entre Nueva York - Miami, hito resaltable en aquellos primeros años de la aviación.
El 1926 regresó a Bolivia y el 1 de diciembre se incorporó a la Escuela Militar de Aviación en el aeródromo más alto del mundo, el de El Alto. Rápidamente logra alcanzar el grado de Subteniente de Reserva, y casi inmediatamente los de Teniente y Capitán.
En el año 1929 pasó a formar parte del curso de instructores de vuelo. El 14 de mayo de 1931 llegó a alcanzar la altura de 10.500 metros sin oxígeno.
Poco antes del comienzo de la Guerra del Chaco en 1932 escribió una importante obra de 180 páginas titulada "La Ciencia y Arte de Volar", prologado por el Oficial de la Royal Air Force británica W. H. Banting. En dicha obra expone cómo serán los vehículos aéreos:

«El aparato del porvenir, indubitablemente construirán fundándose en los mismos principios de las antiguas escuelas, buscando sobre todo la seguridad combinarán entre el avión propulsor de ahora y el helicóptero; el primero para recorrer grandes distancias a grandes velocidades y el segundo, para disminuir el tamaño del terreno de despegue, el tiempo de ascensión sobre todo obstáculo, el descenso seguro y tamaño de terreno para el aterrizaje, y sobre todo de permanecer estacionario sobre el lugar que se desea, sin gasto excesivo de combustible, un radio de acción extenso, llegar al terreno seguro por más de que ocurra una panna (freno) de motor etc. Finalmente el aeroplano del porvenir no tendrá rival para recorridos y gran velocidad, continuará siendo el rey de la atmósfera recorriendo aún más ligero que el aire»
Cap. Rafael Pabón. La Ciencia y Arte de Volar. Capítulo VII

### Vida familiar y descendencia
Se casó con la señora Betsabé Elio Alborta a quien escribió cartas desde el frente de batalla en la Guerra del Chaco, incluso en los momentos en que temía por su vida, como expresa en esta misiva del 23 de junio de 1932, desde Roboré:

Si supieras con qué dolor trazo estos renglones, pero es un deber mío, es un deseo, y es necesario que haga las cosas bien meditadas para el fin que persigo, y sigas siendo feliz juntamente con la heredera de nuestra sangre, mi linda Sally, ya sabes que nadie tiene la vida comprada; y si acaso el destino cruel me obliga a dejarte en esta vida de sufrimientos, comprenderás que será por la Patria, mi hogar y mi familia
Capitán Rafael Pabón

Tuvo una sola hija: Sally Ruth Pabón Elio.

## Guerra del Chaco
El 9 de septiembre de 1932 estalló la Guerra del Chaco al sureste de Bolivia y Rafael Pabón fue de los primeros efectivos en movilizarse al teatro de operaciones.
Su primera acción se realizó ese mismo mes donde comandó los ataques aéreos en la toma del Fortín Bogado atacando numerosas posiciones paraguayas en los campos cercanos, posibilitando así la toma del fortín. En estas acciones es que Pabón tuvo su primer contacto con aeronaves paraguayas, aunque no fue un combate en toda regla, pues el Potez paraguayo en cuanto vio el Vickers de Pabón se dio a la fuga, mientras la metralleta de cola paraguaya disparaba contra el aviador boliviano, lo que no se puede considerar combate, sino sólo una refriega. Lo cierto es que el Potez a duras penas llegó a su base y no cayó.

### Primera batalla aérea de América
Rafael Pabón fue el protagonista de la primera batalla aérea de la historia de América.

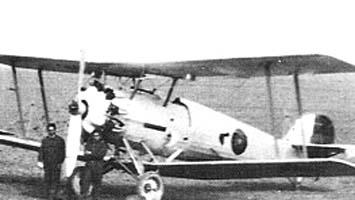
Vickers Type 143 igual al que usó Pabón en la Guerra del Chaco

Ya antes, durante algunas guerras internas en algunos países de América se habían producido hechos protagonizados por aviones de guerra, en incluso durante la Guerra del Chaco algunas fuentes paraguayas afirman que este importante hecho se habría producido en septiembre de este año, aunque no hay fuentes ni pruebas fiables.
Es por eso que el combate protagonizado por Rafael Pabón, a bordo de un Vickers Type 143 de fabricación británica, contra un Potez 25 paraguayo, producido el domingo 4 de diciembre de 1932 a las 11:00 A.M., es la primera batalla y el primer derribo de la historia de aviación de América.
Pabón llamaba a su Vickers, El Tigre Hanks y enfrentó aquel día a dos pilotos paraguayos (un piloto y un observador) que manejaban un avión de combate de fabricación francesa, que no fue rival para el moderno y veloz avión de Pabón. El avión paraguayo realizaba un vuelo de reconocimiento cerca del sector llamado kilómetro 7, cuando fue avistado por los puestos de observación bolivianos. Inmediatamente Pabón abordó su nave y fue al encuentro de la paraguaya a la cual alcanzó a la altura del Fortín Saavedra donde se hallaba a una elevación de 1.500 m . Después de los intentos del avión paraguayo por defenderse, Pabón realizó una acrobática maniobra que lo puso a la cola del Potez, alcanzando primero al observador paraguayo que disparaba la metralleta de cola, y luego al piloto que ya nada podía hacer. La aeronave cayó al suelo desde una altura de 900 m después de dar violentos tumbos. Los dos pilotos fallecieron.
Esta acción tuvo gran repercusión en el continente, pues también fue la primera vez que un enfrentamiento aéreo producía bajas humanas.

Acabo de derribar un avión pila al S.O. de Saavedra, con maniobras indicaré el lugar, Cap. Pabón
Capitán Rafael Pabón, 4 de diciembre de 1932

Los restos del avión paraguayo fueron recogidos y los pilotos fueron enterrados con una sencilla, pero respetuosa ceremonia en las cercanías del Fortín Muñoz. Un trozo de la aeronave paraguaya caída, se encuentra hoy en el Museo Aéreo de la ciudad de La Paz.

"Caballeros del aire, víctimas de vuestro propio heroísmo, valientes de vuestro pueblo: habéis caído en combate noble y valeroso, el destino me hizo vuestro vencedor,...pero ante la muerte no hay vencedores ni vencidos. Vuestros restos descansarán en tierra boliviana, aureolados del respeto y la admiración de vuestros connacionales"
Capitán Rafael Pabón, 5 de diciembre de 1932

### Otras batallas aéreas
Su primera victoria en combate le vale el ascenso al grado de Mayor y prosigue comandando el apoyo aéreo a la infantería y artillería bolivianas, con bombardeos estratégicos sobre posiciones enemigas e incluso ametrallando a la infantería paraguaya, pero su labor se vio entorpecida por las constantes amenazas del gobierno argentino con intervenir si estos bombardeos se acercaban a alguna población.
Aun así Pabón fue protagonista de numerosas refriegas contra los Potez paraguayos que en la mayor parte de los casos prefirieron la huida al combate, por lo que no se registraron más batallas.
El 18 de junio, ya de 1934, Pabón derribó su segundo avión, esta vez un FIAT 23 en Cañada Beatríz, convirtiéndose así en el primer As de la aviación boliviana.

### Fallecimiento
El 12 de agosto de 1934, Pabón y su copiloto, el subteniente Mario Calvo, despegaron de la Base de Madrejón en horas de la mañana e inmediatamente contacta con una aeronave paraguaya artillada con una ametralladora "Madsen", que hacía un reconocimiento, pilotada por el Capitán Carmelo Peralta, teniendo como observador y artillero al Tte. 1.º Rogelio Etcheverry. Pabón se dio cuenta de aquello, y persiguió a la aeronave paraguaya, que huía en zig-zag a baja altura. El artillero de la nave paraguaya logró alcanzar con una ráfaga a la aeronave de Pabón provocando que perdiera el control de su nave. A pocos metros del suelo Pabón salta del avión, que termina estrellándose y explotando, pero su paracaídas no se acciona golpeándose contra el suelo. Aun logra moverse hasta un arbusto donde agoniza sin esperanza de ser rescatado. La ayuda no llegó a tiempo y Pabón falleció aquel día.
Sus restos fueron encontrados al día siguiente, por el soldado Alfredo Knaut Cusicanqui, comandante de una patrulla de zapadores, en Campo Florida y muy cerca también el cuerpo de Calvo que aún agarraba su metralleta, ambos heridos por el impacto, pero no por balas ni fuego. Knaut tuvo que atravesar las líneas enemigas para encontrar el cuerpo de Pabón que fue recuperado exitosamente y repatriado a Bolivia. Pabón fue elevado al grado de Teniente coronel a título póstumo.
Durante años algunos especialistas sostenían que la aeronave pudo haber caído por otras causas diferentes al ataque paraguayo, entre ellos la aviadora Amalia Villa de la Tapia. En junio de 2018 se hallaron los restos de sus aeronave en la propiedad de un colono menonita en Paraguay.
El Club The Strongest lo incluyó en el cuadro de honor de los socios caídos en combate durante la Guerra del Chaco.